# Липовицы (Некрасовский район)
Липовицы — деревня в Некрасовском районе Ярославской области.

## История
Первое текстовое упоминание деревни можно найти в исповедной росписи церкви села Бор Голышкина Даниловского уезда Ярославской губернии за 1743 год. В ней перечисляются крестьяне, пришедшие на исповедь.
Первое графическое изображение деревни Липовицы (Липовец) можно найти на геометрическом плане Даниловского уезда, Ярославской губернии 1792 года.
Деревня относится к приходу церкви Святителя и Чудотворца Николая села Борголышкино, Даниловского уезда. «Церквей в селе две: — первая зимняя Никольская, вторая — Воскресенская. Зданием обе каменные, с такою же отставной колокольнею и вокруг каменной оградаю. Прочные…. Первая построена в 1725 году, а вторая в 1774 году (ныне не сохранилась — прим авт.) тщанием прихожан.»
Согласно топографической карты Мендэ 1854 года, деревня состояла из 13 дворов.
В 1865 году в деревне было 28 дворов с населением мужского пола 56, женского пола 90, к 1914 года население деревни составило 200 человек.

## Современное состояние
По состоянию на 2012 год в деревне расположено 43 дома. Основное население — дачники. В деревне сохранились дома конца XIX — начала XX века, однако основная застройка деревни приходится на 30е годы XX века. Часть домов украшена резными наличниками и чердачными окнами с растительным орнаментом.
Транспортная доступность — через деревню проходит автодорога областного значения, Липовицы находятся почти посередине между старинным селом Вятское и поселком городского типа Красный Профинтерн.

## Общественный транспорт
Липовицы обслуживаются автобусными маршрутами №№ 130 Ярославль (КДП Заволжье) — Вятское (через Красный Профинтерн) (шесть рейсов ежедневно) и 130к Ярославль (КДП Заволжье) — Липовицы (четыре рейса ежедневно — в летний период, два — в зимний).

## Фотографии

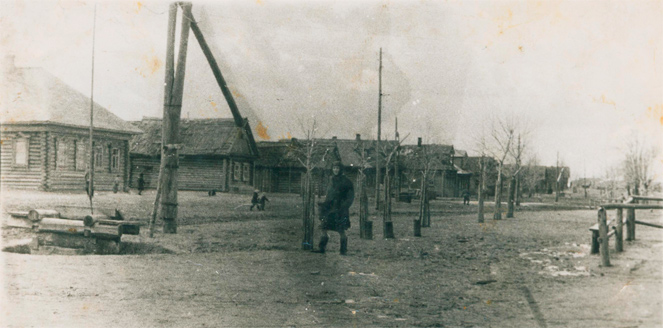
Липовицы 40-е годы XX века
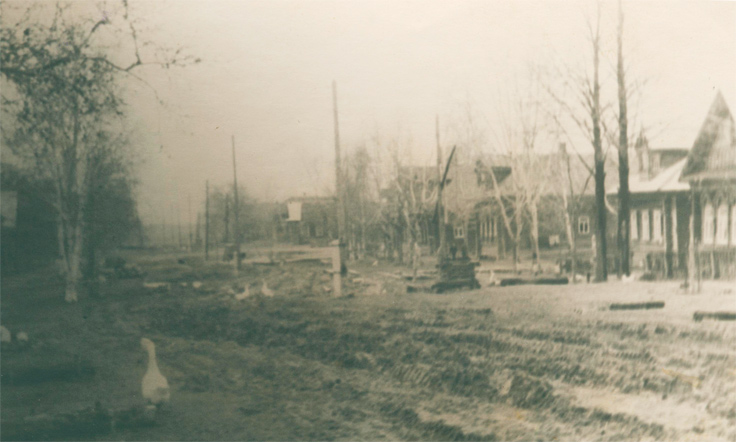
Липовицы 80-е годы XX века
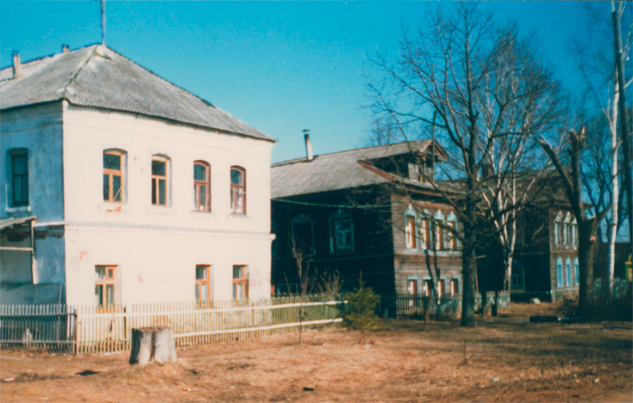
Липовицы Апрель 1997 г.
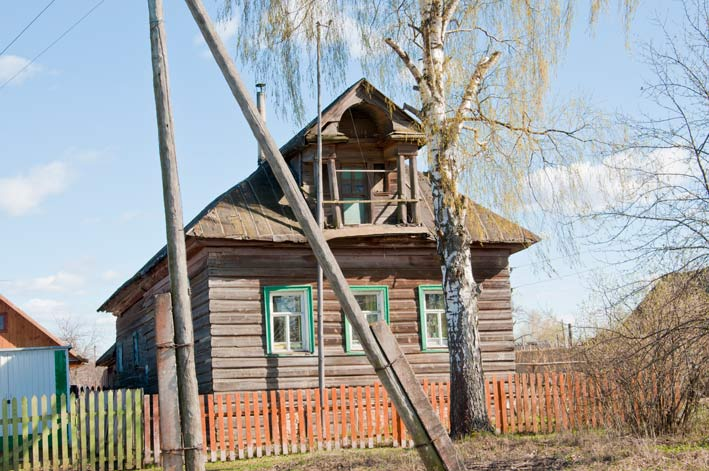
Липовицы
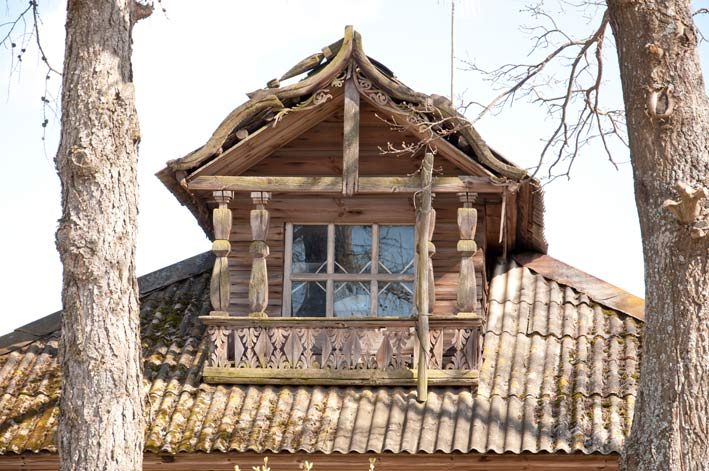
Липовицы. Резное чердачное окно
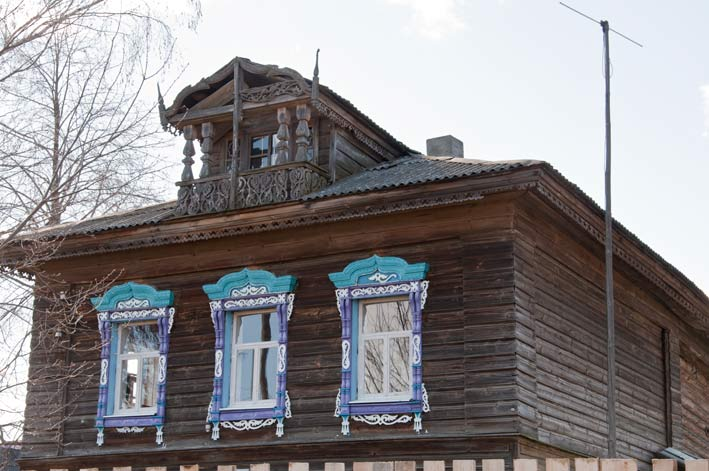
Липовицы. Оформление фасада дома